# 日本共産党国際主義者団
日本共産党国際主義者団（にほんきょうさんとうこくさいしゅぎしゃだん）は、日本共産党が1950年代に分裂した際の分派の一つ。 指導者は、野田弥三郎。徳田球一や野坂参三率いる所感派を「チトー主義者」として激しく非難したが、ソ連共産党が徳田派を正当なものとみなす通達を発表すると、ただちに自己批判して、日本共産党中央に復帰した。